# 1095 هـ
ألف وخمسة وتسعون 1095 هـ هي سنة في التقويم الهجري امتدت مقابلةً في التقويم الميلادي بين سنتي 1683 و1684.

## أحداث
- وقعة مناخ كير المشهورة بين قبيلتي عنزة ومطير التي انتهت بإنتصار قبيلة مطير

## وفيات
- أوليا جلبي
- جديع بن هذال شيخ قبيلة عنزة